# Vårkrokus
Vårkrokus (Crocus vernus), også skrevet Vår-Krokus, er en staude med en spinkel, opret vækst. 

## Beskrivelse
De grundstillede blade er linjeformede og helrandede med nedadrullet rand. Midt på bladet ses en hvid stribe. Bladene har en fortykket spids, som gør det muligt at bore sig gennem snedækket om foråret. 
Blomstringen sker i marts-juli, bestemt af at blomsteranlægget reagerer ved 0,2° C med hastig fremspiring. Blomsterfarven er hvid, stribet (hvid/violet) eller violet. Dækbladene er sammenvoksede ved grunden og danner tilsammen et langt rør. Arten har seks støvdragere og en griffel med et tregrenet støvfang. Hos hovedarten er griffelen længere end støvdragerne, men hos underarten ssp. albiflorus er det omvendt.
Rodnettet består af den runde stængelknold, som nydannes hvert år oven på den gamle. På knolden sidder de trævlede rødder.
Højde x bredde og årlig tilvækst: 0,15 x 0,10 m (15 x 10 cn/år). Målene kan bruges til beregning af planteafstande i fx haver.

## Hjemsted
Arten er knyttet til lysåbne græsområder (sætere, bjergenge) og lyse skove på veldrænet bund i det sydlige østlige og sydøstlige Europa. På Moldoveanu bjerget i Fagaras bjergene, Rumænien, findes den sammen med bl.a. Agrostis rupestris, ene (var. Saxatilis), bjergfyr, europæisk engblomme, fladkravet kodriver, grønel og tyttebær

## Underarter
- Crocus vernus ssp. vernus (mest violette blomster)
- Crocus vernus ssp. albiflorus (hvide, stribede eller lsyviolette blomster)

| Portal | Portal:Botanik |

## Note
1. ↑  Think Quest: Fagaras Mountains, Moldoveanu Peak Arkiveret 21. november 2007 hos  Wayback Machine (engelsk)